# 元町公園 (横浜市)
元町公園（もとまちこうえん）は、神奈川県横浜市中区元町にある都市公園である。元町商店街から山手にかけての谷戸と呼ばれる地形に位置し、西洋館やプール、弓道場などが配置されている。

## 歴史
1868年ごろ、フランス人実業家のアルフレッド・ジェラールは、居留地77番と呼ばれたこの地を取得。湧水を活用した、船舶向けの給水事業や、「ジェラール瓦」と呼ばれた西洋瓦の工場を開設した。ジェラールが1878年に帰国したのちも後継者により操業が続けられたが、1907年に工場は売りに出された。1920年に大正活映の映画撮影所、1922年に日本人による「ジェラール給水会社」が設立された。1923年の関東大震災では設備が損壊したが、水源は被災者たちを潤した。1927年、横浜市はこの土地の永代借地権を買い取り、1930年に公園とした。

## 公園内の施設
開園当時より、横浜市青年連合団の提案によりプールが設けられている。当初は井戸水を使用しており、水温が冷たいことで知られていたが、のちに水道水に切り替えられた。
1931年に、5人立ちの道場としてプール隣接地に建てられた弓道場は、第二次世界大戦後の接収を経て1953年に使用を再開したが、老朽化のため1970年に建て替えられた。その後、1980年に増築が行われている。
本公園の一部はフランス人実業家のアルフレッド・ジェラールが事業を行った土地であり、給水施設群は「ジェラールの水屋敷」と呼ばれている。元町側入り口付近には船舶給水事業に使われた下部貯水槽が公開されている。上部貯水槽は、関東学院大学の研究チームにより、公園内のプール付近の地下で発見されている。更衣室などが入るプール管理棟には、ジェラールが製造した瓦が使われている。居留外国人からは、山手一帯は切り立った崖を意味する「ブラフ」と呼ばれていた。ジェラールの要望により、雨水が谷戸に流れ込まないよう「ブラフ溝」と呼ばれる排水溝が設けられ、土木史を伝えるため一部が園内に保存されている。
大正時代の短期間ではあるが、大正活映の映画撮影所が開設されていたことからその碑が建立されている。横浜が日本における塗装業発祥の地であるとして、1957年に塗装業界より「我国塗装発祥の地記念碑」が市に寄贈された。園内には約100本の桜が植えられ、春には花見が楽しめる。

## 西洋館
公園内に関東大震災で被災した山手80番館の遺構、エリスマン邸、ベーリックホールが、山手本通りを挟んで山手234番館がある。このうち現存する3棟は横浜市認定歴史的建造物に認定され、内部を一般公開している。
エリスマン邸
スイス人貿易商の邸宅として、1926年に山手127番地に建設された。1982年に解体されたのち、1990年に公園内に移築・復元された。

ベーリック・ホール
イギリス人貿易商の邸宅として1930年に建設され、彼が亡くなった後セント・ジョセフ・インターナショナル・スクールの寄宿舎として使われた。閉校後に市が取得し、2002年より一般公開されている。

山手234番館
1923年の関東大震災後に市外に移った外国人に、横浜に戻ってきてもらうべく建設されたアパート。1999年より一般公開されている。

山手80番館跡
かつてマクガワン夫妻が暮らしていた住宅で、明治末ないし大正初期に建てられたと推測されている。元は3階建てであったが、関東大震災で崩壊もしくは損壊し、地下部分のみが残っている。煉瓦の壁は鉄の棒で補強され、耐震性を考慮されていたにもかかわらず関東大震災で被害を受けたことから、震災の大きさを今に伝える遺構となっている。

## 周辺
東側は貝殻坂を挟み横浜外国人墓地に接する。北側に出て水屋敷通りを200mほど進むと元町商店街につきあたり、右折した先に元町・中華街駅がある。南側は山手本通りに接し、元町公園前バス停もこの通りにある。山手本通りを東に進むと300mほど先で港の見える丘公園に突き当る。ブリキのおもちゃ博物館や岩崎博物館も至近距離にある。本公園と合同で日本の歴史公園100選に選定された港の見える丘公園、山手イタリア山庭園、山手公園は、いずれも徒歩圏内にある。

## ギャラリー

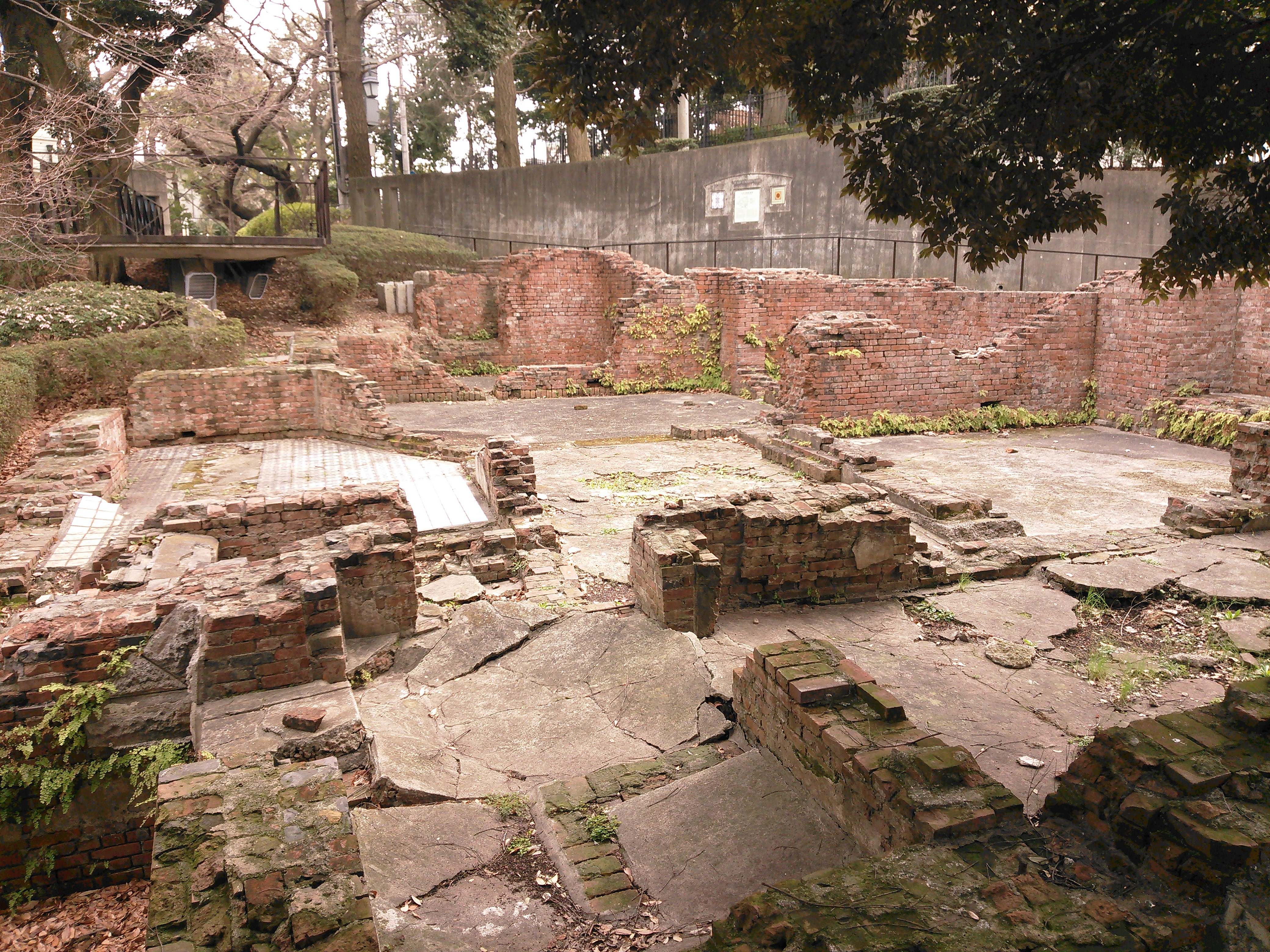
山手80番館の遺構
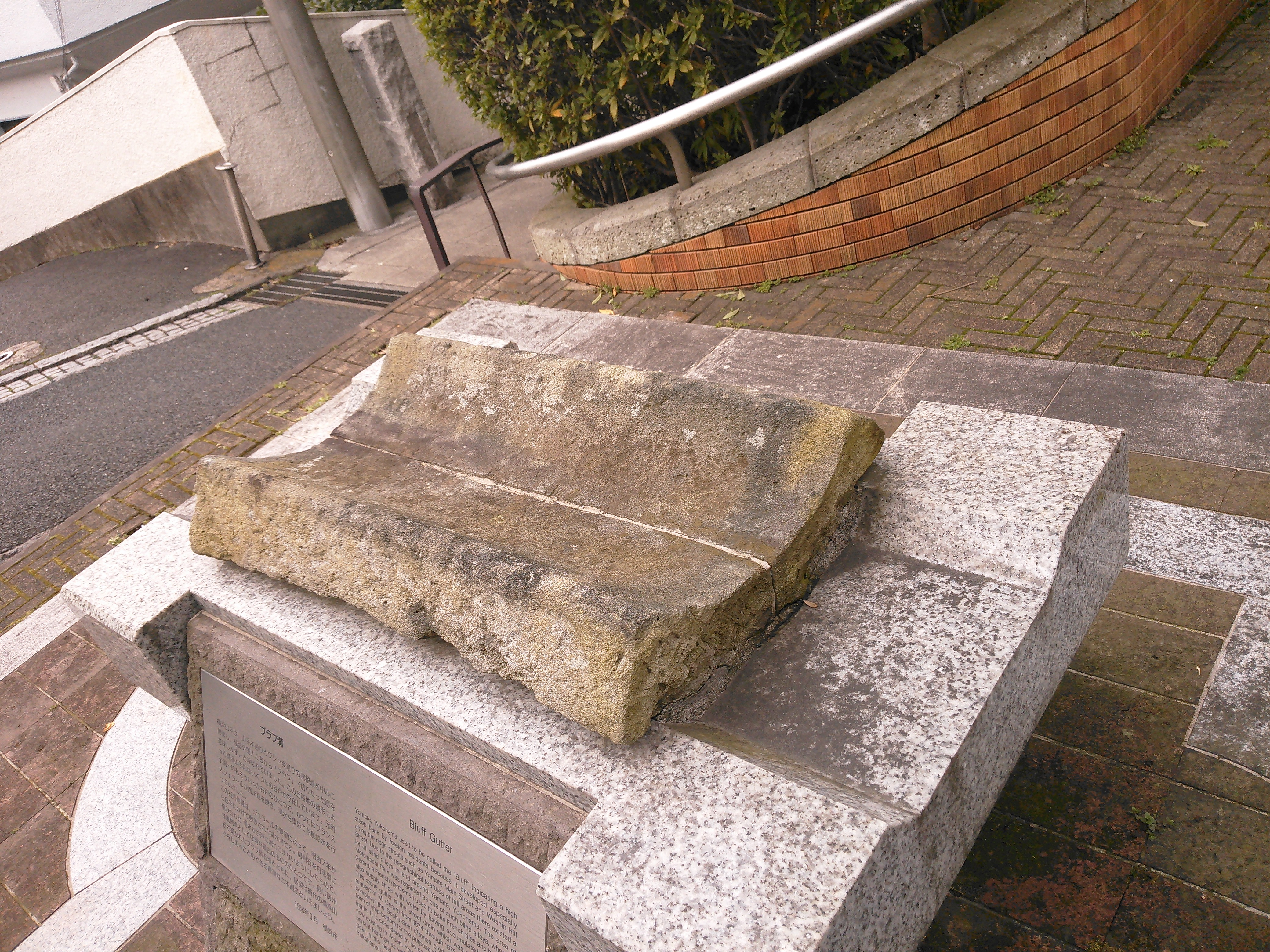
ブラフ溝
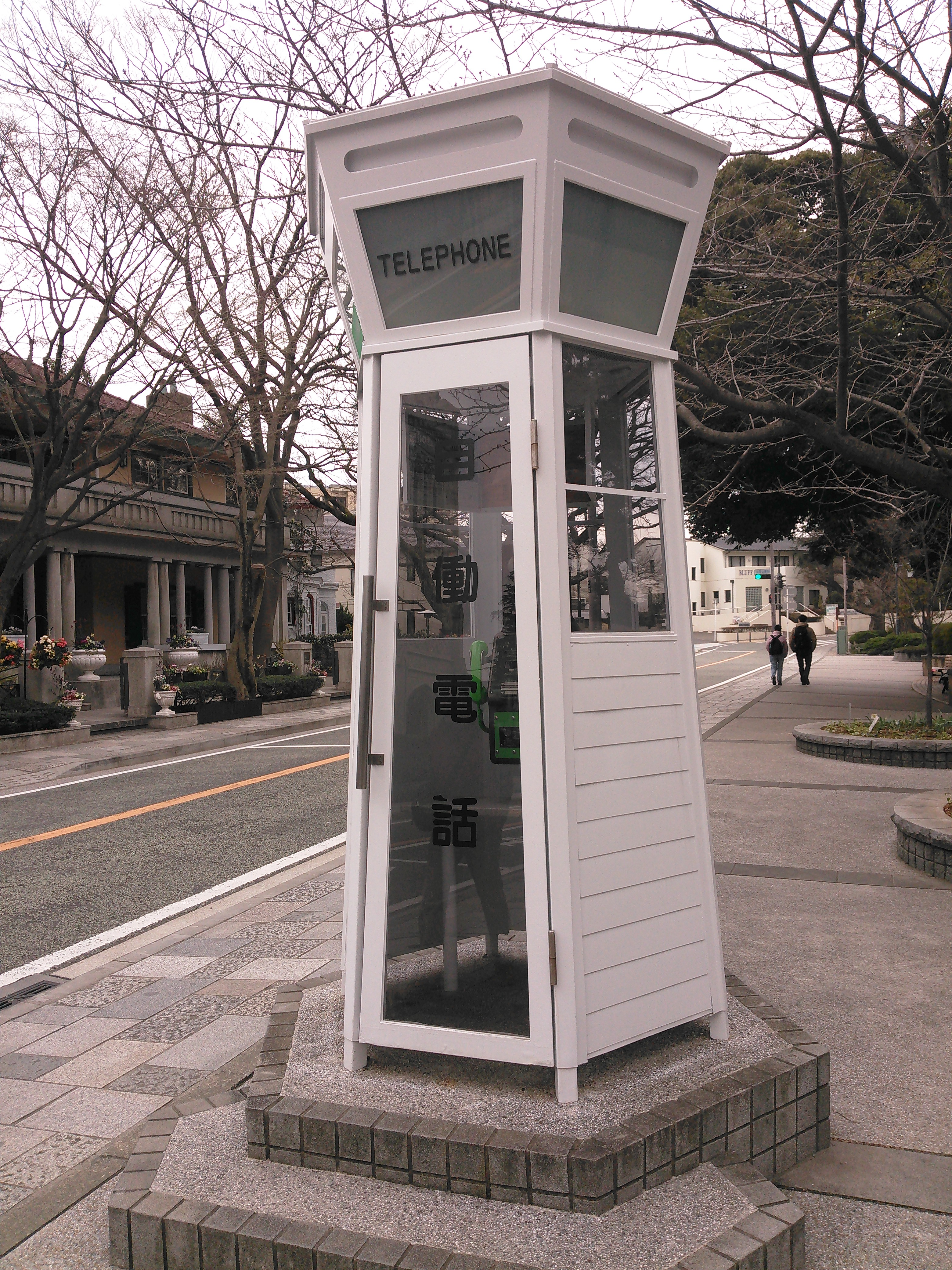
山手本通り沿いの電話ボックス
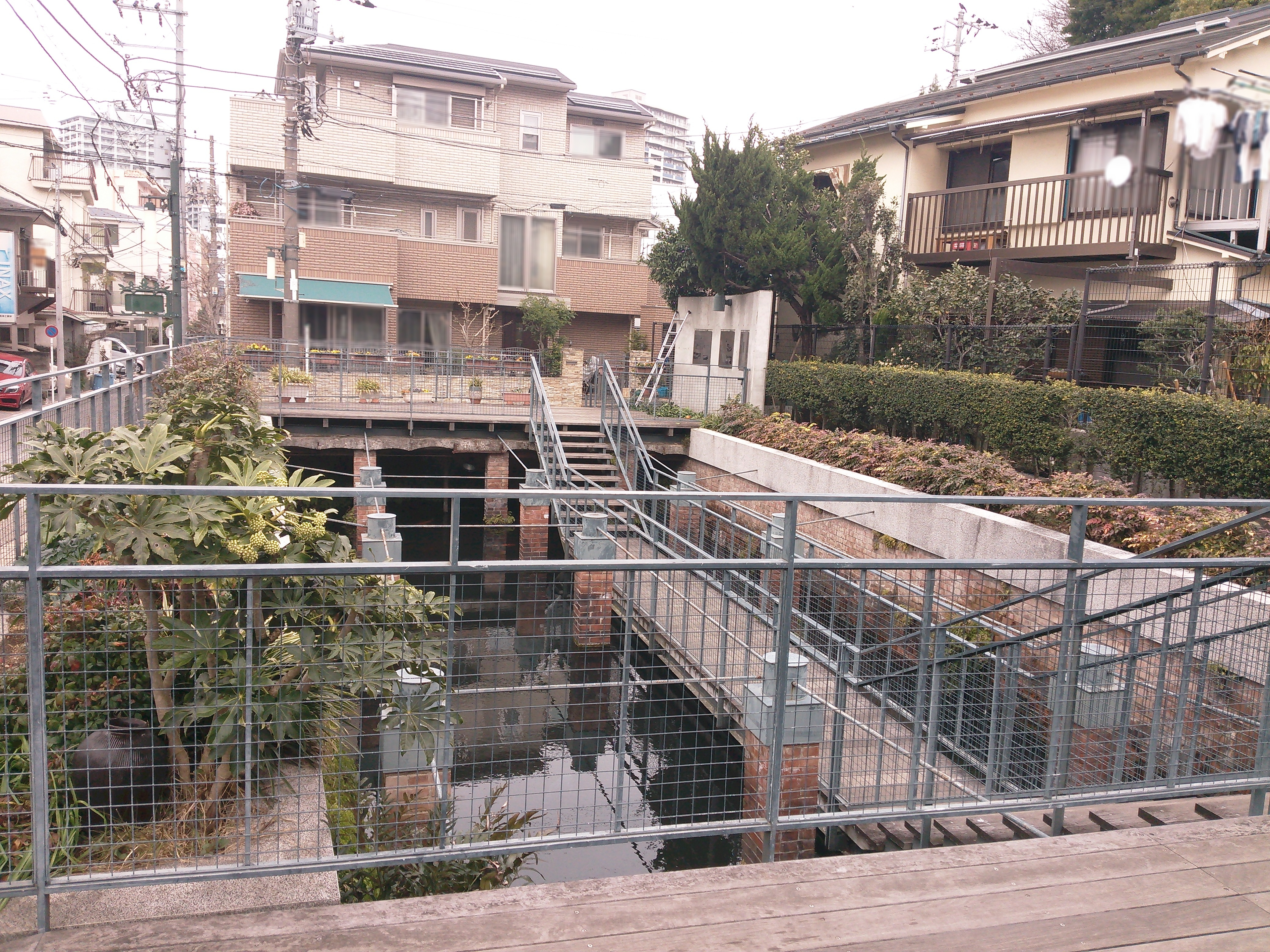
ジェラールの下部貯水槽
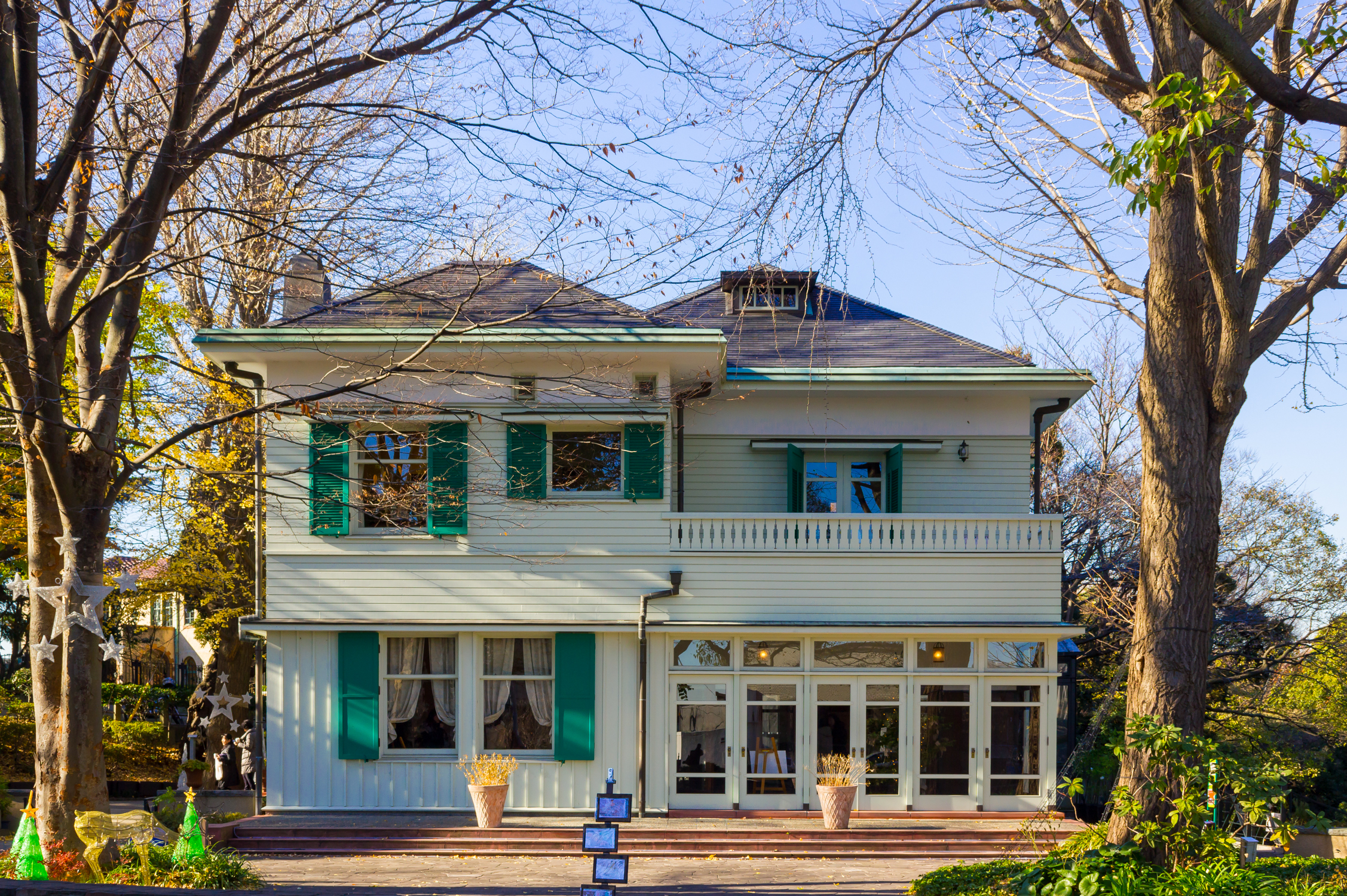
エリスマン邸
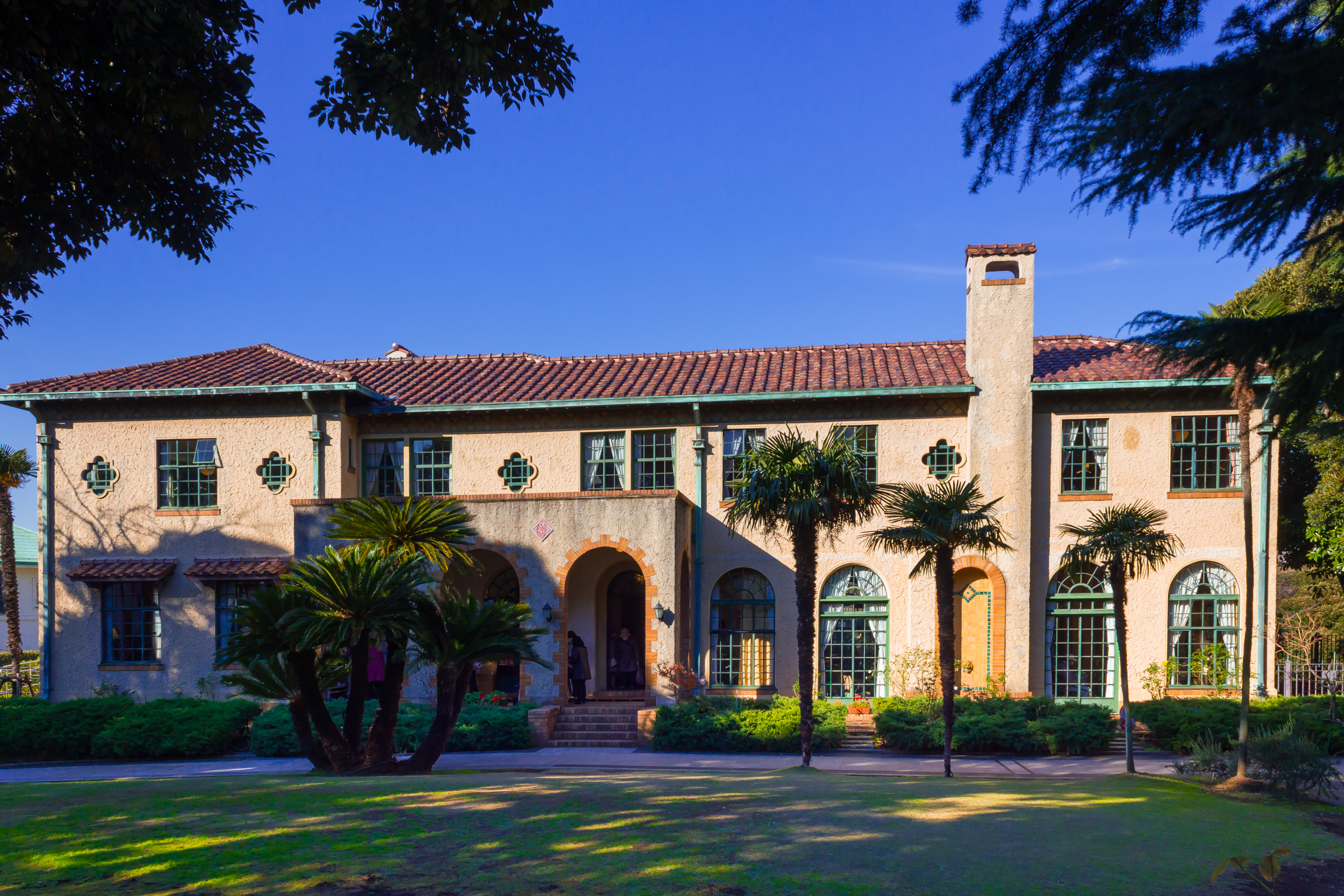
ベーリック・ホール